# Franco Agostinelli
Mons. Franco Agostinelli (* 1. ledna 1944, Arezzo) je italský římskokatolický duchovní a emeritní biskup Prata.

## Život
Narodil se 1. ledna 1944 v Arezzu.
Vstoupil do kněžského semináře v Arezzu a pokračoval ve studiu na Papežské lateránské univerzitě v Římě. Zde roku 1970 získal licenciát z dogmatické teologie. Pokračoval ve studiu v Papežském lombardském semináři. Na Papežské akademii Alfonsiana získal titul z morální teologie.
Dne 9. června 1968 byl biskupem Telesforem Giovannim Ciolim vysvěcen na kněze.
Stal se farářem farnosti Nejsvětějšího Srdce a svaté Teresy Margherity Redi v Arezzu.
Od roku 1986 působil jako kanovníkem arcijáhnem katedrální kapituly. Byl zodpovědný za pastoraci v diecézi a pastoraci mládeže. Roku 1992 se stal rektorem semináře a roku 1997 generálním vikářem.
Dne 17. listopadu 2001 jej papež Jan Pavel II. jmenoval biskupem diecéze Grosseto. Dne 6. ledna 2002 byl vysvěcen na biskupa. Světiteli byli papež Jan Pavel II., arcibiskup Leonardo Sandri a arcibiskup Robert Sarah. Dne 29. září 2012 byl ustanoven biskupem Prata.
Dne 15. května 2019 přijal papež František jeho rezignaci na post diecézního biskupa z důvodu dosažení kanonického věku 75 let.